# アドベンチストメディカルセンター
アドベンチストメディカルセンター（Adventist Medical Center、略称：AMC）は沖縄県西原町にある病院である。運営はセブンスデー・アドベンチスト教団。アドベンチストの医療は、140年前、米国ミシガン州のバトルクリークから始まり、現在では全世界に537の病院と診療所が展開されている。日本には、ほかに70年の歴史を持つ東京衛生アドベンチスト病院や、神戸アドベンチスト病院がある。
日本医療機能評価機構認定病院、指定保険医療機関、小児慢性特定疾患医療研究事業医療機関、結核予防法に基づく指定病院、沖縄県禁煙・分煙施設認定、労災保険二次健診等給付医療機関、被爆者一般疾病医療機関、生活保護法による指定医療機関、生活保護法による指定介護機関、指定養育医療機関、特定疾患医療研事業受託機関、出入国管理事務所指定医療機関、米領事館指定医療機関（九州唯一）、米国ビザ健康診断指定医療機関、身体障害者福祉法第15条に基づく指定医勤務施設、臨床研修協力施設、日本皮膚科学会認定専門医研修施設。
米国ビザ健康診断指定医療機関としては、日本国内に5箇所しかない中の一つになっている。

## 沿革
- 1953年11月 - 首里にセブンスデーアドベンチスト診療所として開設[2]。
- 1959年3月 - 那覇市上之屋に移転。アドベンチストメディカルセンターに改称。
- 1974年9月 - 診療所から病院に昇格。
- 1984年12月 - 現在地に移転。
- 2002年11月 - 緩和ケア病棟（ホスピス）開設。
- 2019年3月 - 産婦人科病棟・一般病棟　閉鎖。
- 2020年5月 - 緩和ケア病棟〔ホスピス〕拡大運営開始予定。

## 診療科
- 内科
- 皮膚科
- 外科
- 整形外科
- 小児科
- 婦人科
- 緩和ケア科（ホスピス）
- 歯科
- コンチネンス外来
- がんサポート外来
- 禁煙外来
- ライフスタイル外来
- 健診センター
- 健康増進運動

## 特徴
- 日曜診療
  - 開院以来、一貫して日曜日の診療を行っている。
- 英語対応可能
  - 英語の話せる医師、看護師がいる。英語での領収書発行も対応している。
- 米国領事館指定健診施設
  - 当センターは日本に5か所しかない米国ビザ健康診断指定医療機関の1つである。
- 予防接種
  - 各市町村からの個別予防接種、また、留学生や海外渡航者のための各種予防接種を行っている。
- 菜食料理
  - 欧米では菜食主義者（ベジタリアン）の生活は一つの健康法として定着している。センターではセブンスデーアドベンチスト教会の教えに従い、菜食料理を推奨している。
- 禁煙講習会
  - 1974年、沖縄で初めて禁煙を提唱した。治療としての禁煙外来もあり、職員の喫煙率も0％と、禁煙に関して病院全体で徹底した管理を行っている。
- ホスピスボランティア

## アクセス
- 自動車
  - 沖縄自動車道「那覇IC」右折、モノレール首里駅より西原向け1.9km
  - 沖縄自動車道「西原IC」左折→国道330号「広栄」左折→県道241号「西原入口」左折→県道38号「坂田交差点」右折→県道29号首里向け1.2km
- モノレール
  - 沖縄都市モノレール線首里駅下車。首里駅からはタクシー、もしくは無料送迎バスで10分。
- タクシー
  - モノレール首里駅より10分
- 路線バス
  - 那覇バス・346番那覇西原線（鳥堀経由）『幸地ハイツ入口』下車。